# Diecezja dubrownicka
Diecezja dubrownicka (łac. Dioecesis Ragusinus) – diecezja Kościoła rzymskokatolickiego w Chorwacji. Należy do metropolii splitsko-makarskiej. Została erygowana w 990, a 1120–1828 była archidiecezją.

## Podział administracyjny diecezji
Diecezja podzielona jest na 6 dekanatów:
- Dekanat dubrovački 1
- Dekanat dubrovački 2
- Dekanat konavoski
- Dekanat korčulanski
- Dekanat stonski
- Dekanat pelješki